# Araratrepubliken
Araratrepubliken var en självutropad kurdisk stat som var lokaliserad till dagens norra Kurdistan i östra Turkiet runt berget Ararat som gränsar till östra Kurdistan i Iran och till Armenien. Den utropades år 1927 och slogs ner 1930. I spetsen för Araratrepubliken var general Ihsan Nurî Pasha som härstammade från den kurdiska staden Doguzbeyazid (Bazid, kurdiska namnet på staden) och som var medlem i Celalîstammen. Araratrepubliken existerade i sammanlagt tre år, till och med den 17 september 1930 då den återerövades av 66 000 turkiska soldater och 100 flygplan tillhörande det turkiska flygvapnet. Upproret slogs ned av turkiska trupper och etniska massdeportationer, avrättningar och tvångsarbete följde därefter för kurderna. Några av de som var med i Araratrepubliken deltog också senare i skapandet av Mahabadrepubliken i nordvästra Iran. 